# 科洛季伊夫卡 (科列茨區)
50°40′42″N 26°53′23″E / 50.67833°N 26.88972°E
科洛季伊夫卡（烏克蘭語：Колодіївка），是烏克蘭西北部的村莊，隸屬里夫內州的里夫內區。該村始建於1544年，面積1平方公里，2001年人口321，人口密度每平方公里319.7人。